# Shinsaku Kudo
Shinsaku Kudo (10 novembre 2004) è un mezzofondista giapponese.

## Palmarès
| Anno | Manifestazione               | Sede      | Evento                   | Risultato | Prestazione | Note                     |
| ---- | ---------------------------- | --------- | ------------------------ | --------- | ----------- | ------------------------ |
| 2025 | Giochi mondiali universitari | Reno-Ruhr | Mezza maratona           | Oro       | 1h02'29"    | Record delle Universiadi |
| 2025 | Giochi mondiali universitari | Reno-Ruhr | Mezza maratona a squadre | Oro       |             |                          |

## Campionati nazionali
2024
- Bronzo ai campionati universitari giapponesi di mezza maratona - 1h02'29"

## Altre competizioni internazionali
2025
- 5º alla Mezza maratona di Marugame ( Marugame) - 1h00'06"